# Braun KM 3

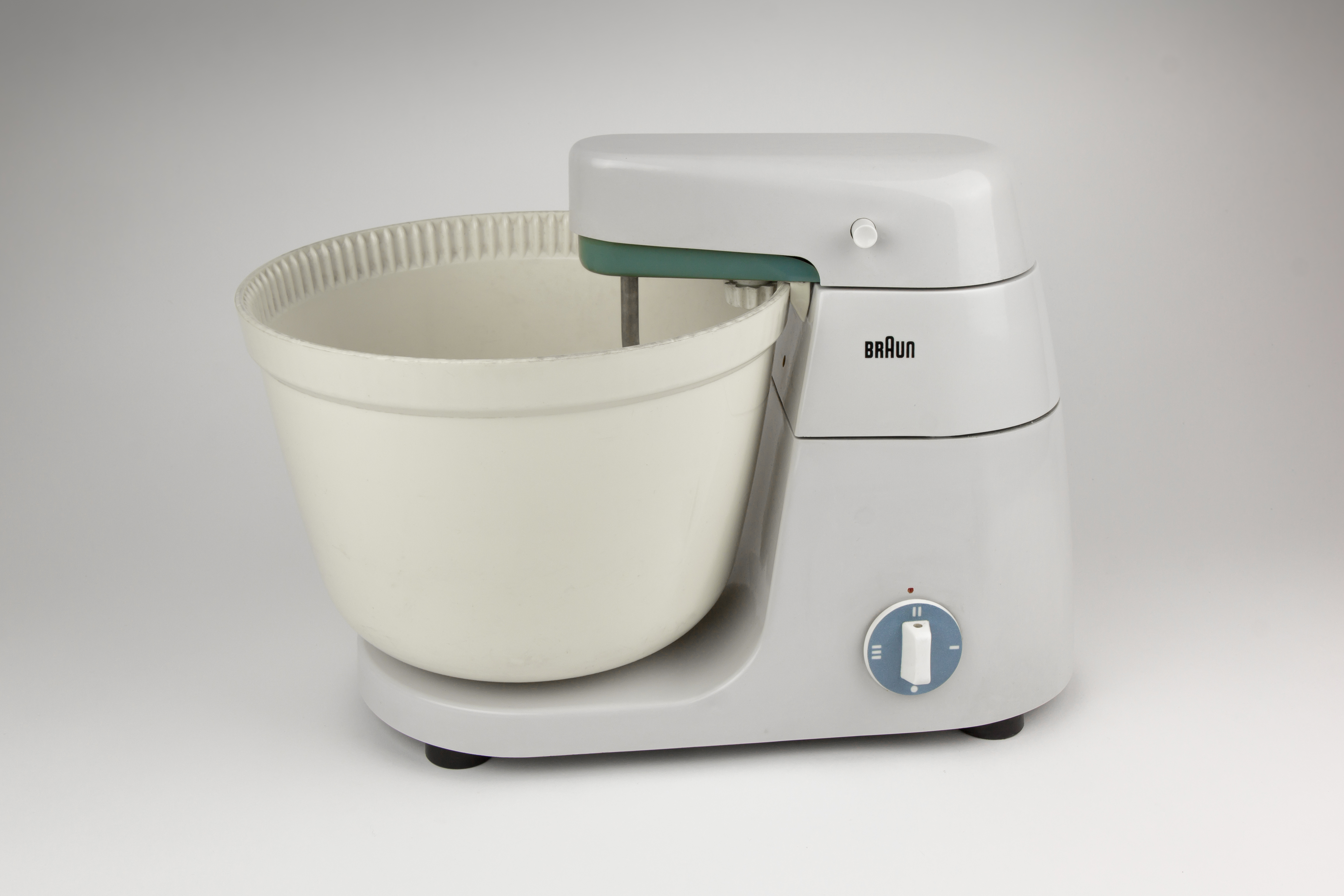
KM 3

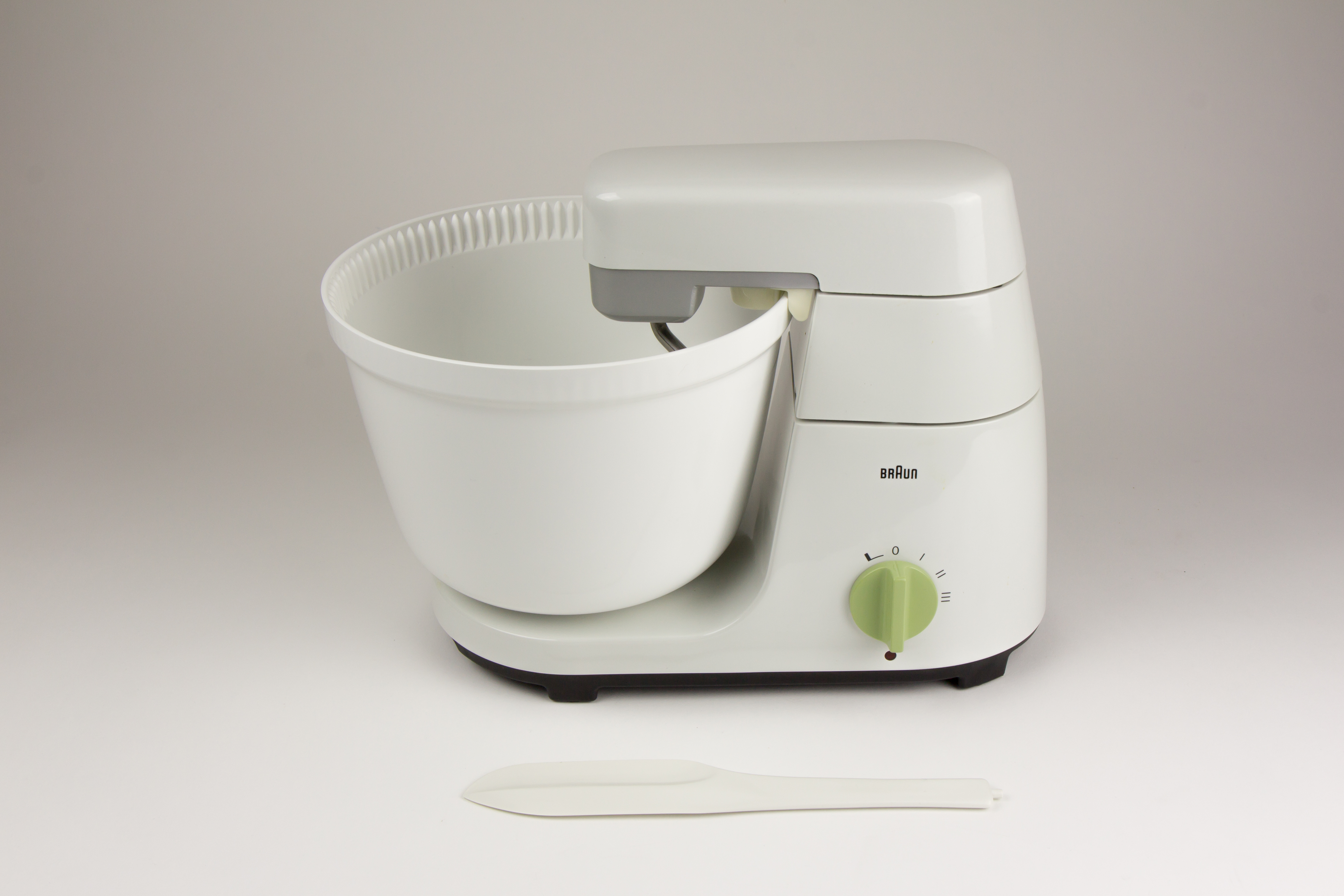
KM 32

Die Braun KM 3 bzw. Braun KM 32 ist eine von der Braun GmbH entwickelte Küchenmaschine („food processor“), die von 1957 bis 1991 auf dem Markt war und in einer Stückzahl von über 2,3 Millionen produziert wurde. Sie gilt als das Modell, das den neugeschöpften Begriff „Küchenmaschine“ prägte und gehört zu den langlebigsten und meistkopierten Industrieprodukten. Als Paradebeispiel deutschen, zeitlosen Designs gehört sie zum Bestand von Museen wie z. B. dem MoMA und dem Museum für Angewandte Kunst in Köln.

## Entwicklung

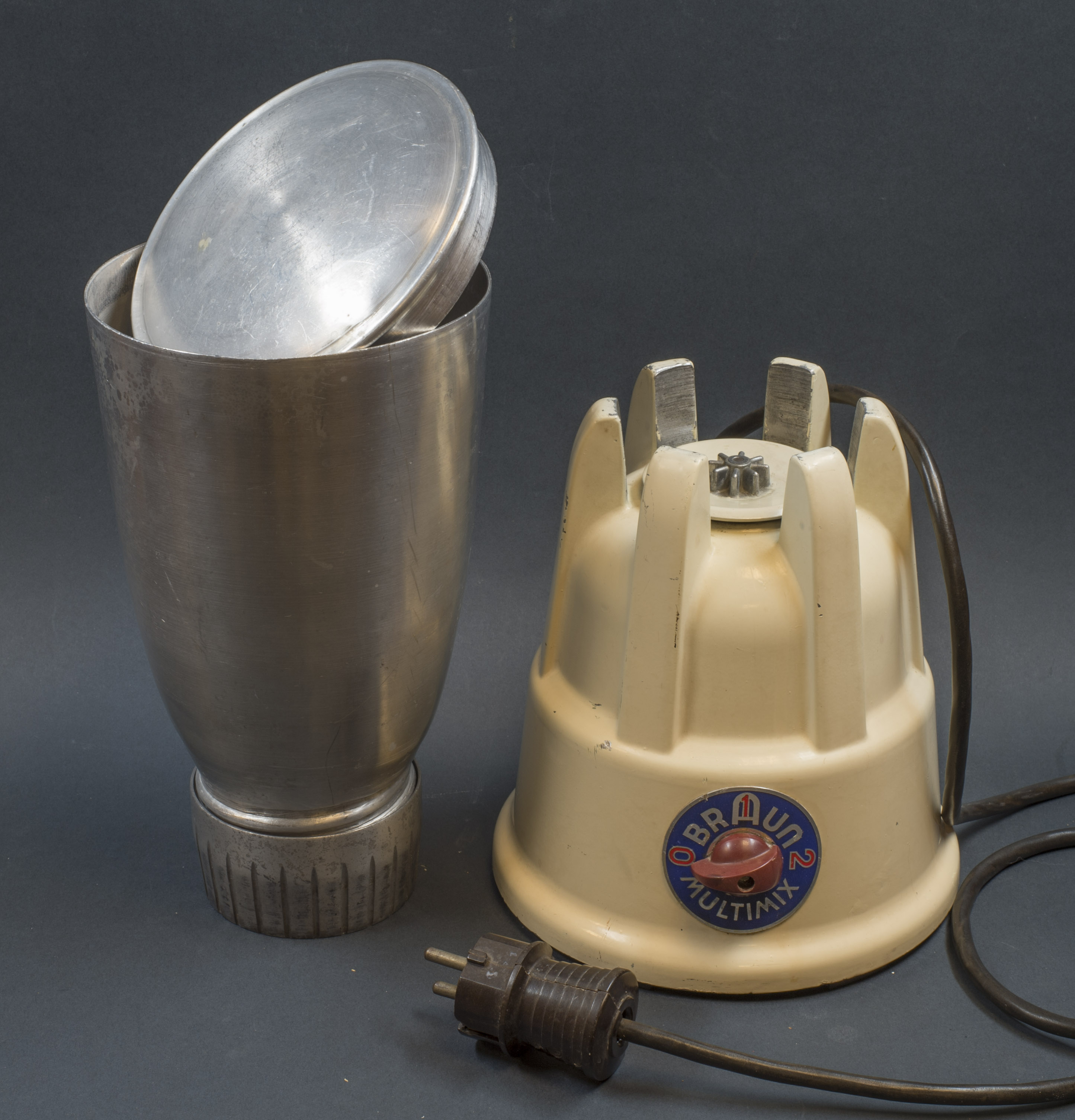
Der Vorgänger Multimix

### Vorgeschichte und Marktsituation
Erste Mixer mit Standfuß und Schüssel kamen 1920 – in Deutschland um 1930 – auf den Markt. Die ersten Geräte stammten von Kitchen Aid, später folgte der Mixmaster von Sunbeam. Bei Braun begann man 1948 mit der Entwicklung eigener Küchengeräte, die sich zunächst noch an den Modellen des US-Marktes orientierten. Das erste war das Mix- und Zerkleinerungsgerät Multimix von 1950, das mit Erweiterungen zu einem System mit mehreren Funktionen weiterentwickelt wurde. Artur Braun erinnerte sich an die Vorgabe seines Vaters Max Braun, den Multimix zum halben Preis der amerikanischen Modelle zu produzieren, was mit einem Verkaufspreis von 129,– DM annähernd erreicht wurde.

### Entwicklung der KM3
1956 begann man mit der Entwicklung einer neuen, kompakten Küchenmaschine, die den Multimix ablösen sollte. Im Zentrum der technischen Entwicklung stand die Idee von Artur Braun, die Rührschüssel vom Rand her anzutreiben. Auf dieser Basis wurden zunächst Versuche mit voneinander getrennten Antrieben für Schüssel und Rührwerk durchgeführt, um deren optimale Drehzahlen zu ermitteln. Unter Konstrukteur Günther Falkenbach entstand parallel zur Formgebungsarbeit der Designabteilung ein erstes Funktionsmuster, das diesem, später patentierten, Prinzip folgte. Der Industriedesigner Gerd A. Müller entwickelte unter der Leitung von Fritz Eichler anhand von Holz- und Gipsmodellen die finale glatte und kompakte Form des Gerätes.
Das Modell KM 3 (weiß mit blauer Akzentfarbe) kam im April 1957 auf den Markt.
In den Jahren 1961/62 überarbeitete Bodo Fütterer die Küchenmaschine technisch, das Designupdate des dann als KM 32 bezeichneten Modells (1964–1991) stammt wiederum von Gerd A. Müller und von Robert Oberheim. In dieser Ausführung wurde die Maschine bis 1991 beinahe unverändert produziert.
Der auffälligste Unterschied in der Entwicklung der Küchenmaschine ist der Farbwechsel zwischen der KM 3 (blau) und der KM 32 (grün). Einige Details erfuhren im Laufe der Jahre weitere größere oder kleinere Änderungen:
- Der Bedienknopf der KM 3 hat drei feste Stufen, die in 90°-Schritten geschaltet werden. Bei der KM 32 wurde die Skala auf insgesamt 90° für alle drei Stufen verkürzt und eine Momentschaltung für Kurzzeitbetrieb ergänzt. Es gibt Gerätevarianten mit oder ohne Thermoschalter oder Glimmlampe am Schaltknopf.

- Der Rührarm, an der Unterseite der KM 3 blau gefärbt, hatte bei dieser nur einen Aufnahmebuchsen für die Rührwerkzeuge. Die KM 32 zeigt hier eine zentrale Designabweichung von der KM3: Statt einer Öffnung für zwei Werkzeuge wurden nun zwei Öffnungen für die Werkzeuge in unterschiedlicher Übersetzung untergebracht, was eine Formänderung beim Kopf notwendig machte und damit die ganze Maschine wuchtiger erscheinen ließ. Statt eines Knopfs zur Verriegelung an der Vorderseite hat die KM 32 einen seitlichen Schiebeschalter. 1983 gab es hier noch eine Änderung an den Anschlussbuchsen für den Rührarm, um einen zusätzlichen Schneebesen anzuschließen.

Entwicklungsstufe des Rührarms KM 3 – KM 32
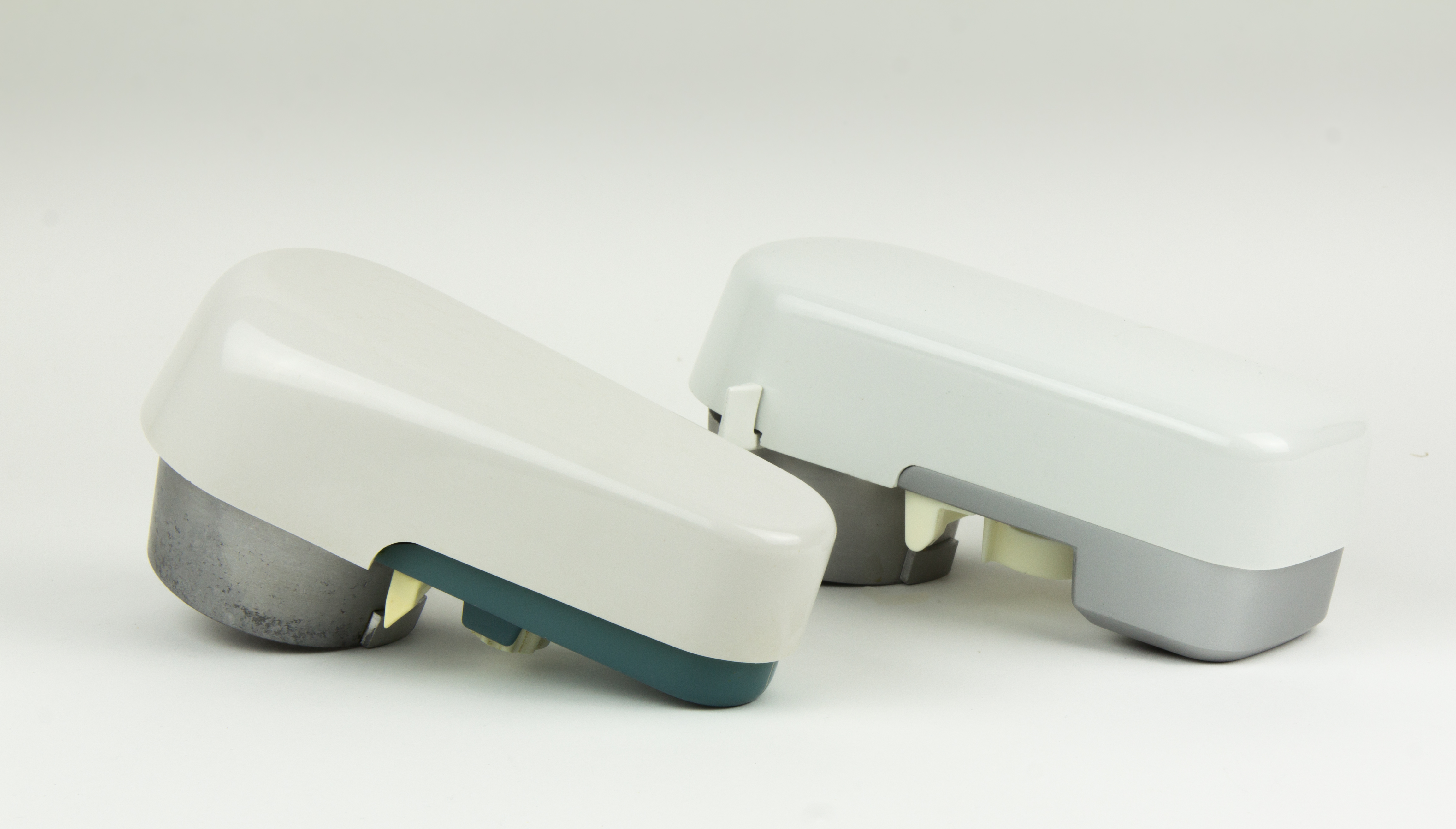
Die äußere Form wurde breiter
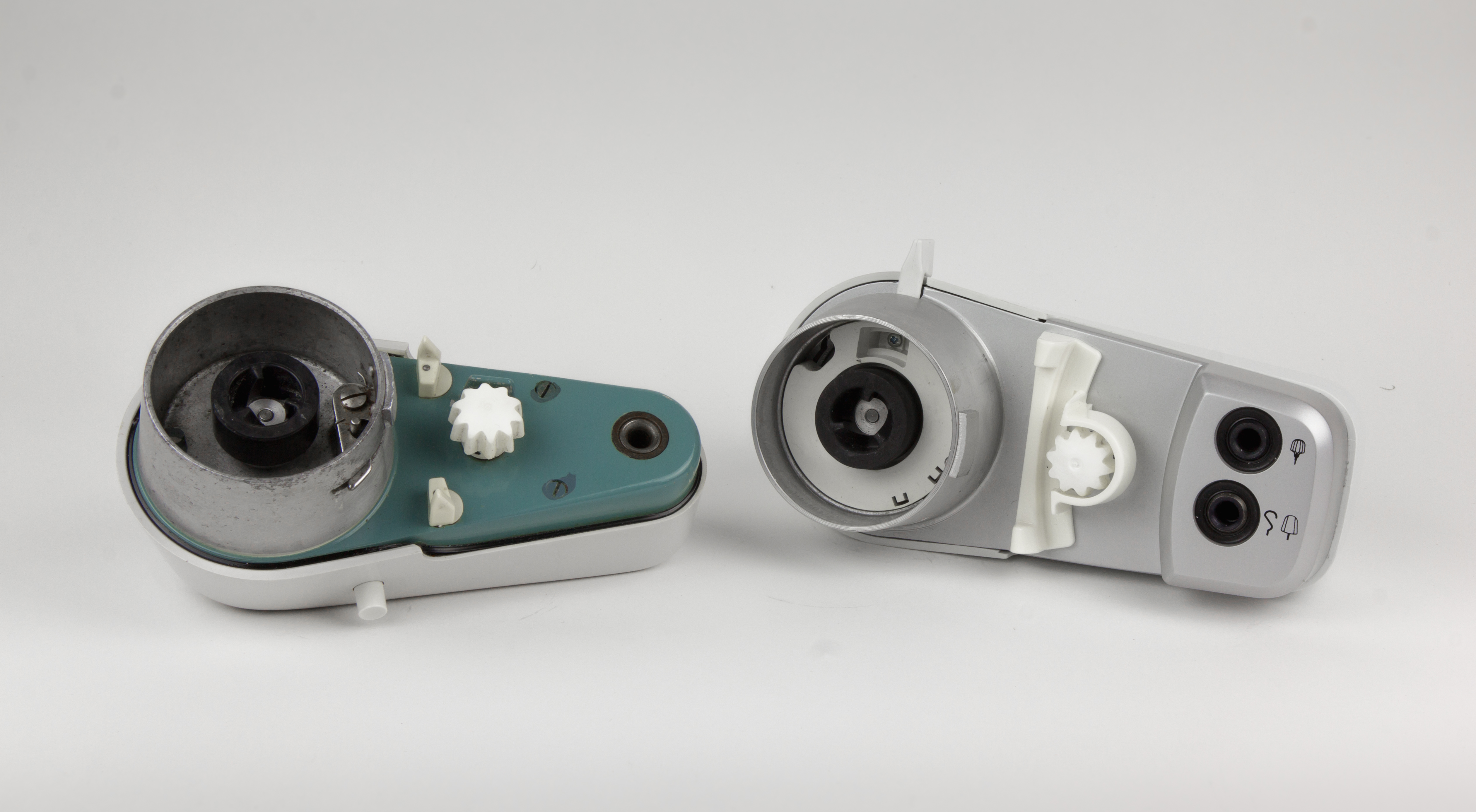
Statt einer nun zwei Anschlussbuchsen sowie eine andere Feststellmechanik

- Die Schnitzelwerke wechselten mehrfach ihr Design und die Art der Werkzeugeinsätze. Die Werkzeugscheiben selbst sind entweder kreisrund oder sichelförmig und kommen je nach Ausführung mit oder ohne Trägerscheibe für die Werkzeuge aus. Auffälligster Unterschied bei der jüngsten, höheren Ausführung von Hartwig Kahlcke (KS 33) aus dem Jahr 1985 sind der schwarze Kunststoffsockel und die abweichende Positionierung von Träger- und Werkzeugscheibe. Ein Kunststoffknopf dient nun zum Öffnen des Aufsatzes, während bei den älteren Modellen zwei Metallklammern diese Aufgabe übernehmen. Auch Form und Größe des Auswurfschachts wurden verändert.

Entwicklungsstufen des Schnitzelwerks
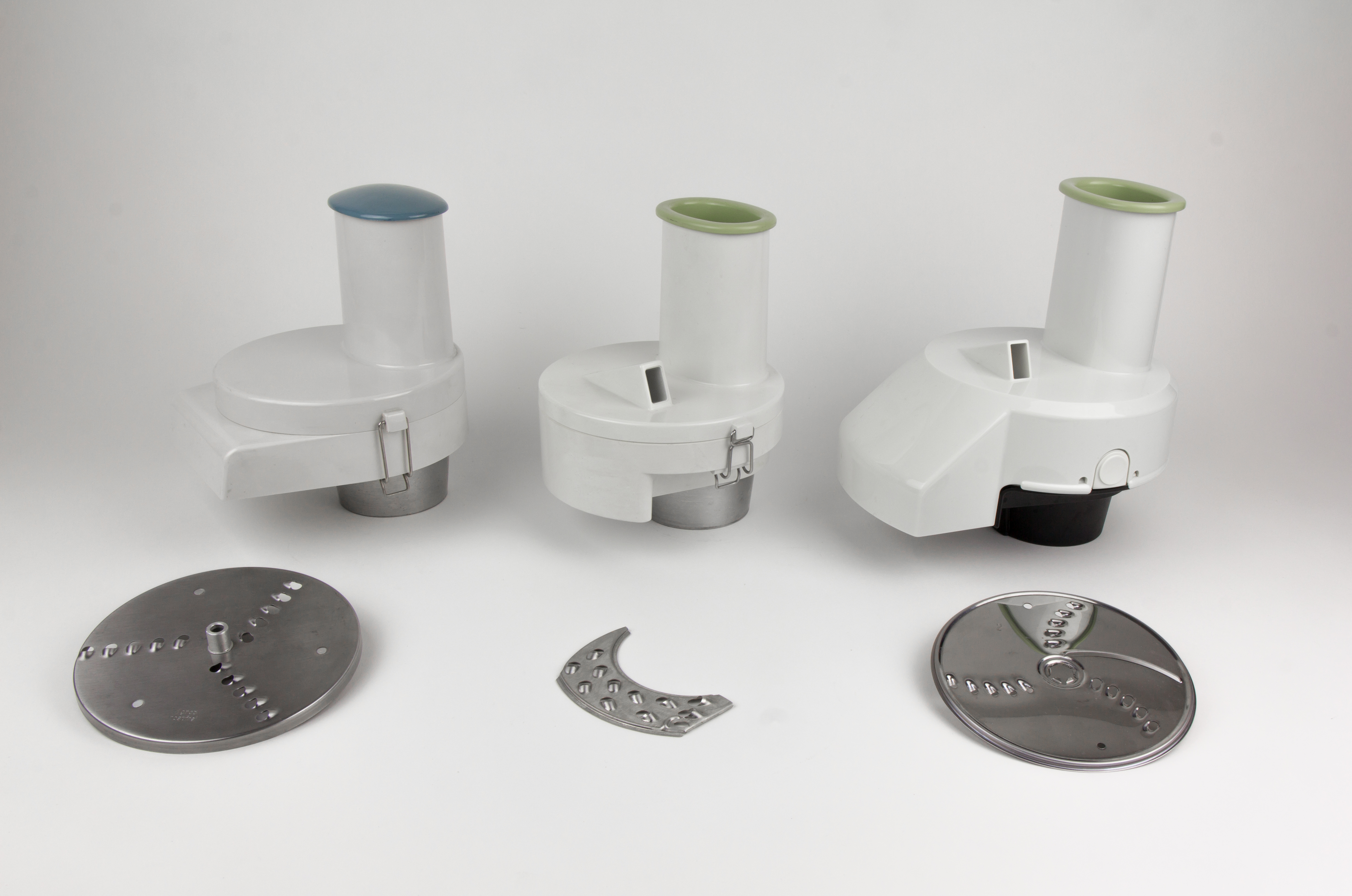
Schnitzelwerk 1, KS 32 und KS 33 mit Scheiben
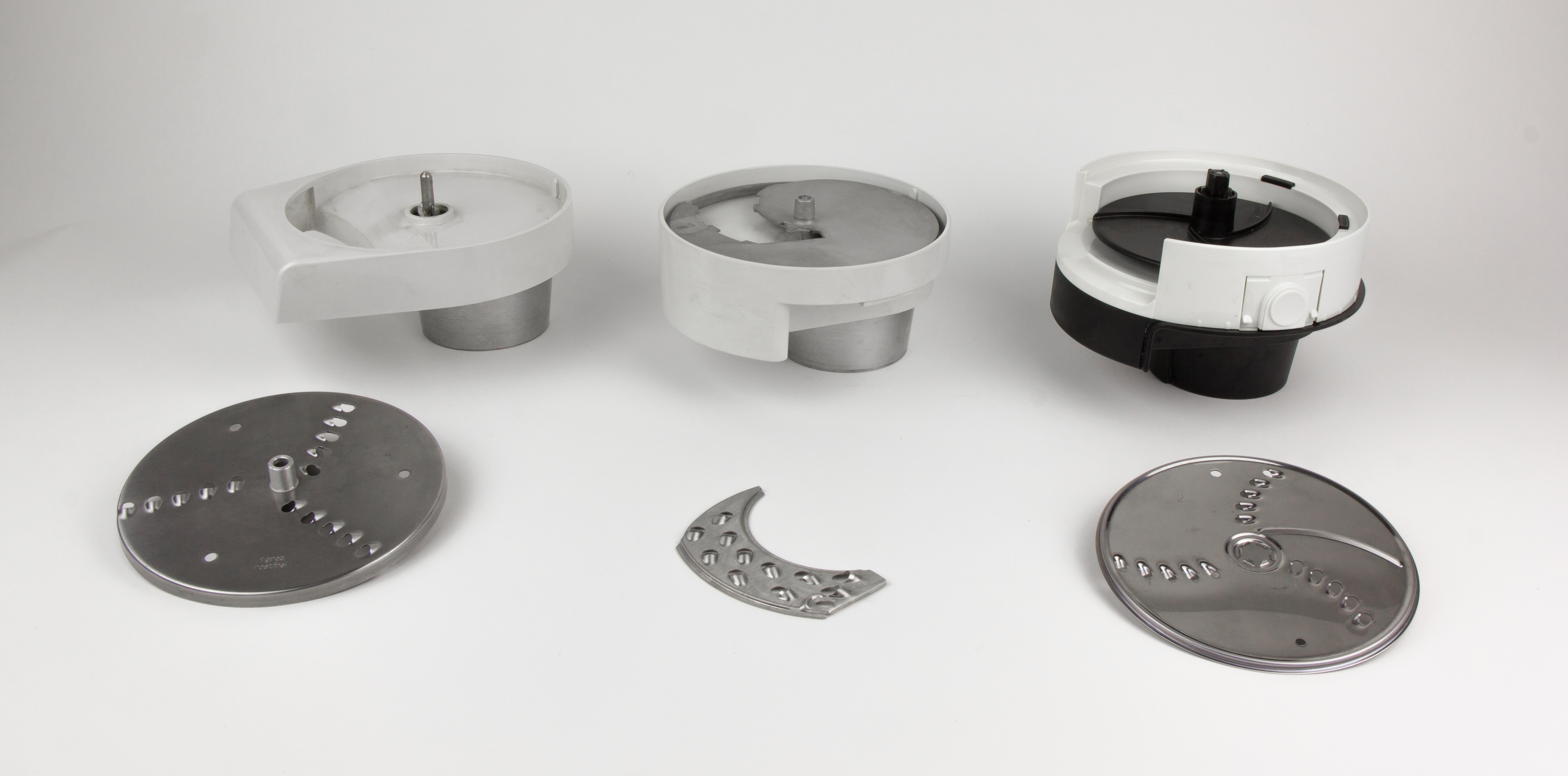
Schnitzelwerk offen. V. l. n. r.: Raffelscheibe / Trägerscheibe in einem Stück, Gussmetall-Trägerscheibe mit sichelförmigen Scheibeneinsätzen, Kunststoffträgerscheibe mit runder Raffelscheibe
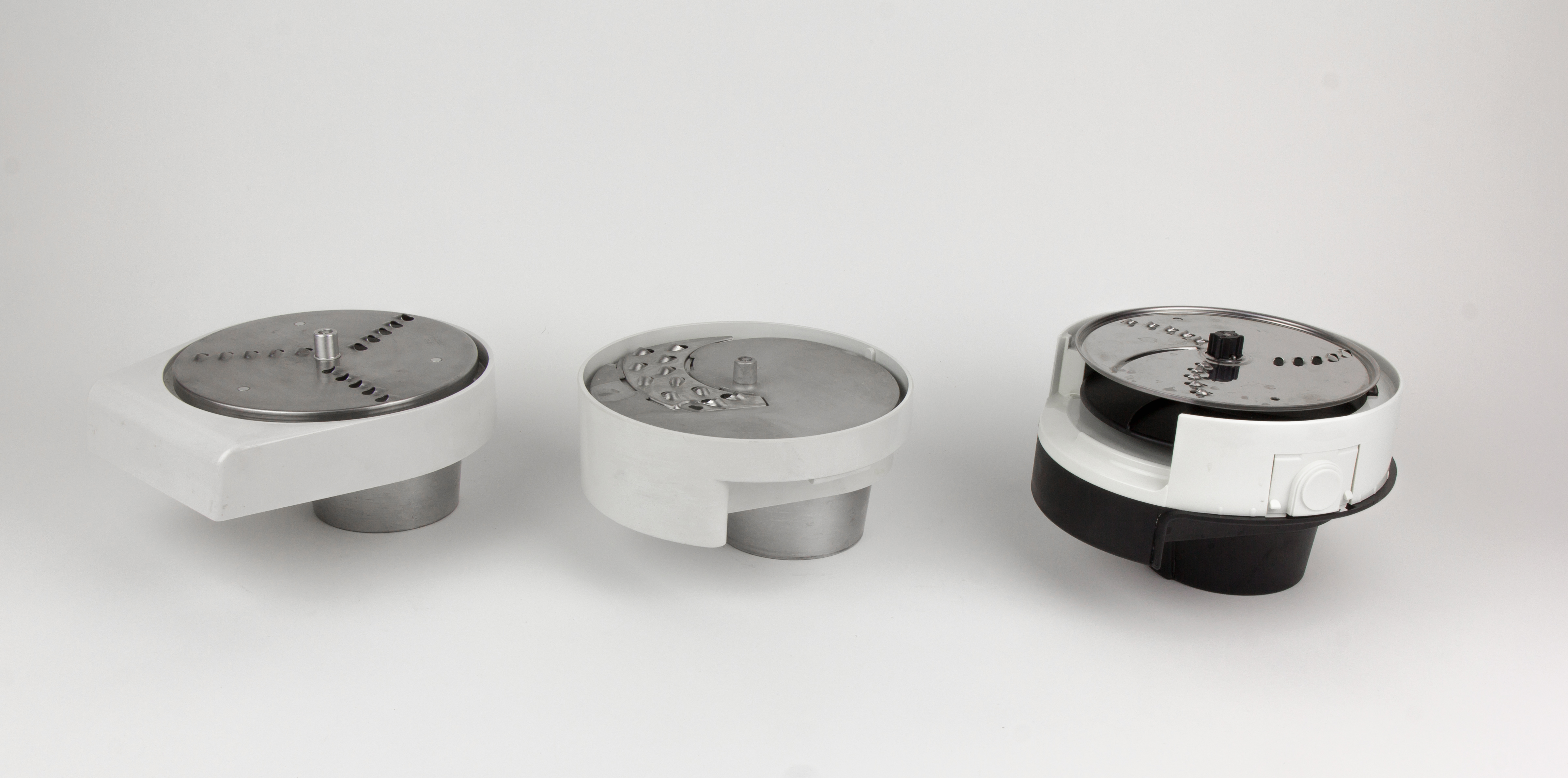
Drei Generationen Schnitzelwerke, offen mit eingelegten Raffelscheiben

### Typbezeichnungen
Folgende Typbezeichnungen und Produktionsjahre sind in Übersichten von 1989 und 1990 verzeichnet:
|  | Typ     | Bezeichnung | Nr.       | Farbe     | Jahr                           | Designer                        |
|  | ------- | --- | --------- | --------- | ------------------------------ | ------------------------------- |
|  | KM 3/31 | Küchenmaschine Grundausstattung mit Rührarm, Knetwerk, große und kleine Rührschüssel, Rührbesen und Knethaken. | 4203/4206 | weiß/blau | 1957                           | Gerd A. Müller                  |
|  |         | Schnitzelwerk 1 (ohne Bohneneinfüllschacht)                                                                    |           |           | 1957                           | Gerd A. Müller                  |
|  |         | Schnitzelwerk 2 (mit Bohneneinfüllschacht)                                                                     |           |           |                                |                                 |
|  | MX      | Mixaufsatz |           |           |                                |                                 |
|  | KGZ     | Fleischwolf |           |           |                                |                                 |
|  | KM 3Z   | Zitruspresse                                                                                                   |           |           |                                |                                 |
|  |         | Kaffeemühle |           |           |                                |                                 |
|  |         | weiteres Zubehör: Kochbuch, Schaber, Ständer für Scheiben, Schutzhülle                                         |           |           |                                |                                 |
|  | KM 32   | Küchenmaschine Grundausstattung                                                                                | 4122      | weiß/grün | 1964 (andere Quellen: 1961/62) | Gerd A. Müller, Robert Oberheim |
|  | KS 32   | Schnitzelwerk                                                                                                  | 4613      |           |                                |                                 |
|  | KX 32   | Mixaufsatz | 4614      |           |                                |                                 |
|  | KGZ 2   | Fleischwolf | 4610      |           |                                |                                 |
|  | KMZ 3   | Zitruspresse                                                                                                   | 4612      |           |                                |                                 |
|  | MXK 3   | Kaffeemühle | 4615      |           |                                |                                 |
|  | KM 32 B | Küchenmaschine Grundausstattung mit großer Rührschüssel, Knethaken, Rührbesen und Schneebesen.                 | 4209      | weiß/grün | 7/1984                         |                                 |
|  | KS 33   | Schnitzelwerk                                                                                                  | 4247      |           | 1985                           | Hartwig Kahlcke                 |

### Preisentwicklung
Die so genannte große Grundausstattung mit Rühr- und Knetwerk, Schnitzelwerk, Mixaufsatz sowie einem Rezeptbuch wurde 1957/1958 zum Preis von 230,– DM angeboten. 1960 kostete sie 245,– DM, 1965 als KM 32 298,– DM, im Jahr 1972 365,– DM und 1989 469,– DM.

## Komponenten, Funktion und Design

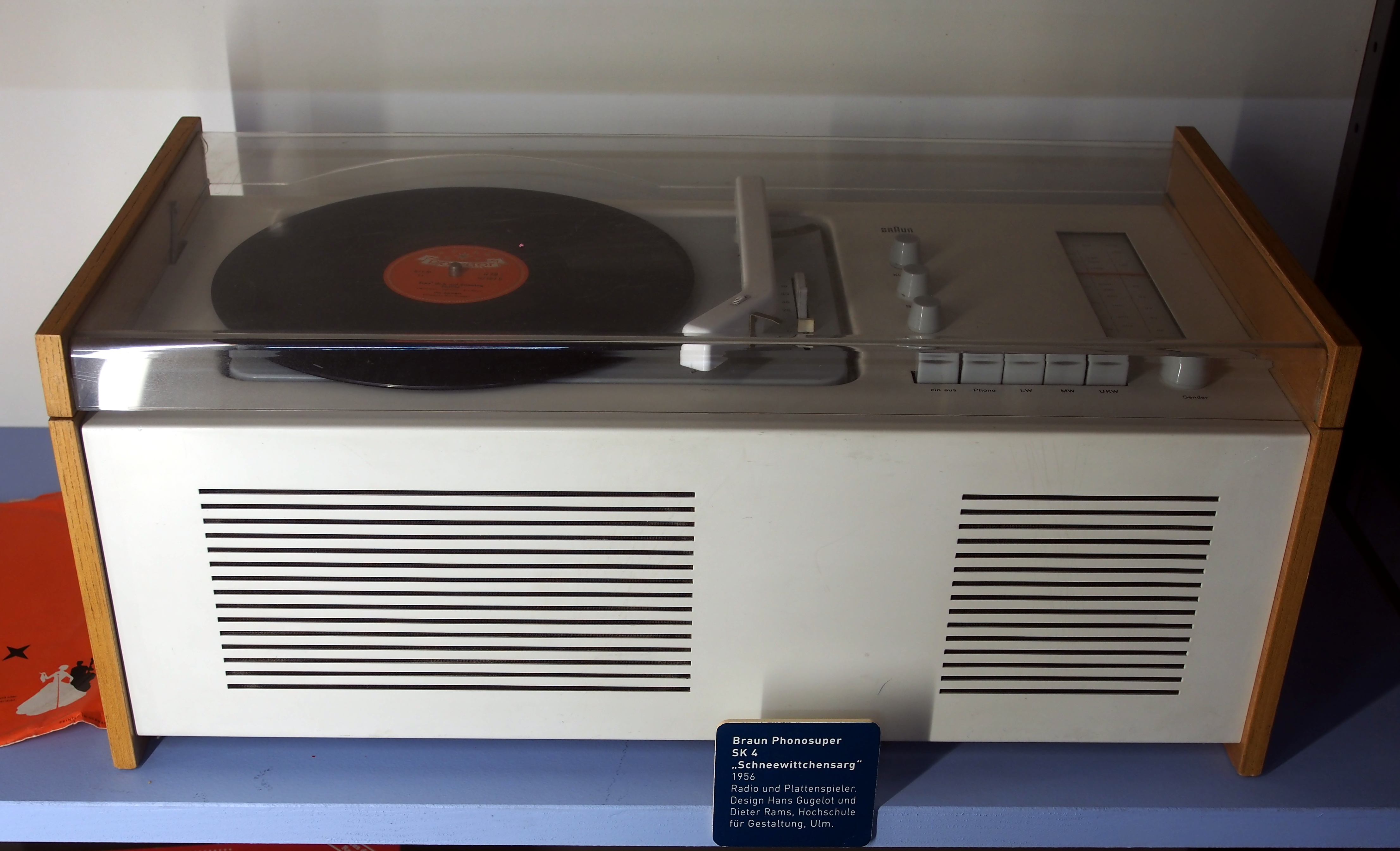
Phonosuper SK 4 mit geraden, rechtwinkligen Formen

Die fast vollständig in weißem Duroplast gehaltene Maschine ist nach dem Stapelprinzip aufgebaut, bei dem Motor, Getriebe und Aufsätze klar nach Funktion, nur von einer Fuge getrennt, aufeinander aufbauen und so eine geschlossene, sehr schlichte Form bilden. Im Gegensatz zu der ein Jahr früher erschienenen Phonokombination SK 4 („Schneewittchensarg“) ist die Maschine jedoch von fließenden, organischen Formen mit skandinavischen Anklängen geprägt und erweiterte so die bis dahin entwickelte Designsprache des Unternehmens. Die Trennfuge im Motorsockel dient dabei sowohl als Lüftungsöffnung als auch als Halterung für den Anschlagzapfen der kleineren Rührschüssel.
Der Rührarm bzw. Rührkopf wird mit einem Handgriff abgenommen, anders als bei Küchenmaschinen anderer Hersteller, bei denen der Rührarm geklappt wird.

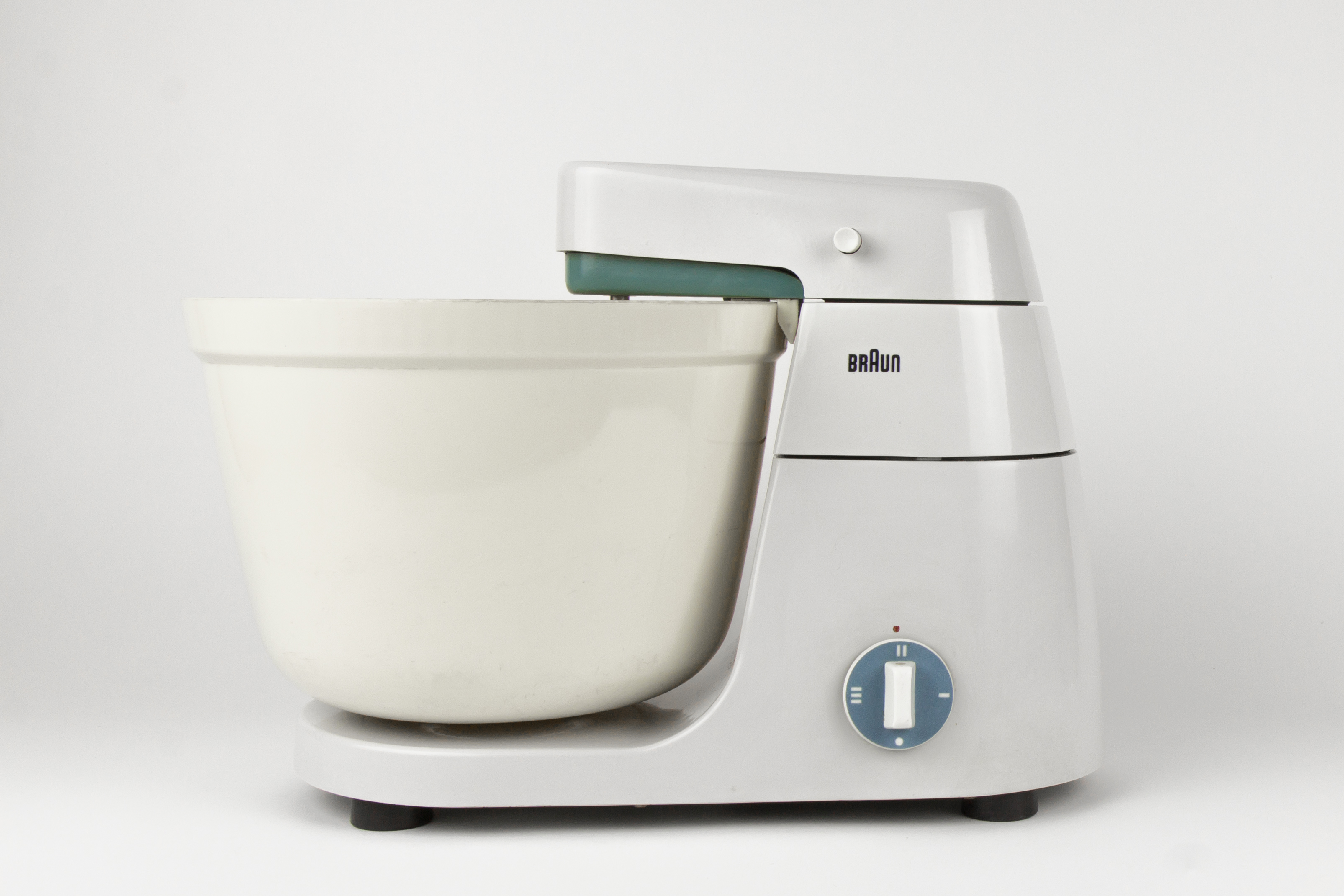
KM 3 mit eher organischer Formensprache

Die Schüssel aus schlagfestem Kunststoff und das Gehäuse schmiegen sich in einer „parabelartigen Krümmungskurve“ ineinander und bilden eine harmonische Einheit. Die Verwendung der Farbe für einige Elemente dient der Markierung des Bedienvorgangs – beim Hauptschalter, an der Unterseite des Rührarms (nur KM 3), den Stopfen des Standmixers und des Schnitzelwerks. Die schlichte Form ohne unnötige Verzierung ist leicht zu reinigen und bietet nur wenig Raum für die Ansammlung von Schmutz.

„Lediglich zwei Bedienungsknöpfe finden sich auf der ansonsten madonnenhaften Außenhaut, deren unbefleckte Flächen offenkundig machen, dass die Maschine »abwaschbar« ist, eines der Signalworte jener Tage.“

Im zusammengesetzten Zustand als Rührgerät hat die KM 32 die Maße 26,7 × 36,8 × 19 cm, die Schüssel einen Durchmesser von  24,1 cm, eine Höhe von 16,8 cm und ein Volumen von 4,5 Litern. Der Knethaken ist 17 cm lang, der Schneebesen 16,8 cm.

### Basisgerät mit Rührfunktion und Schüssel
Der Motorsockel der Küchenmaschine mit Schaltknebel, innenliegender Elektrik und Motor geht nahtlos in die Bodenplatte mit einem Lagerdorn aus Metall über, auf den die Rührschüssel mit einer zentralen Vertiefung aufgesetzt wird. Am oberen inneren Rand hat die Schüssel einen Zahnkranz, in den der aufgesetzte Getriebekopf mit einem Antriebsritzel eingreift, so dass die Schüssel vom Rand her angetrieben wird.

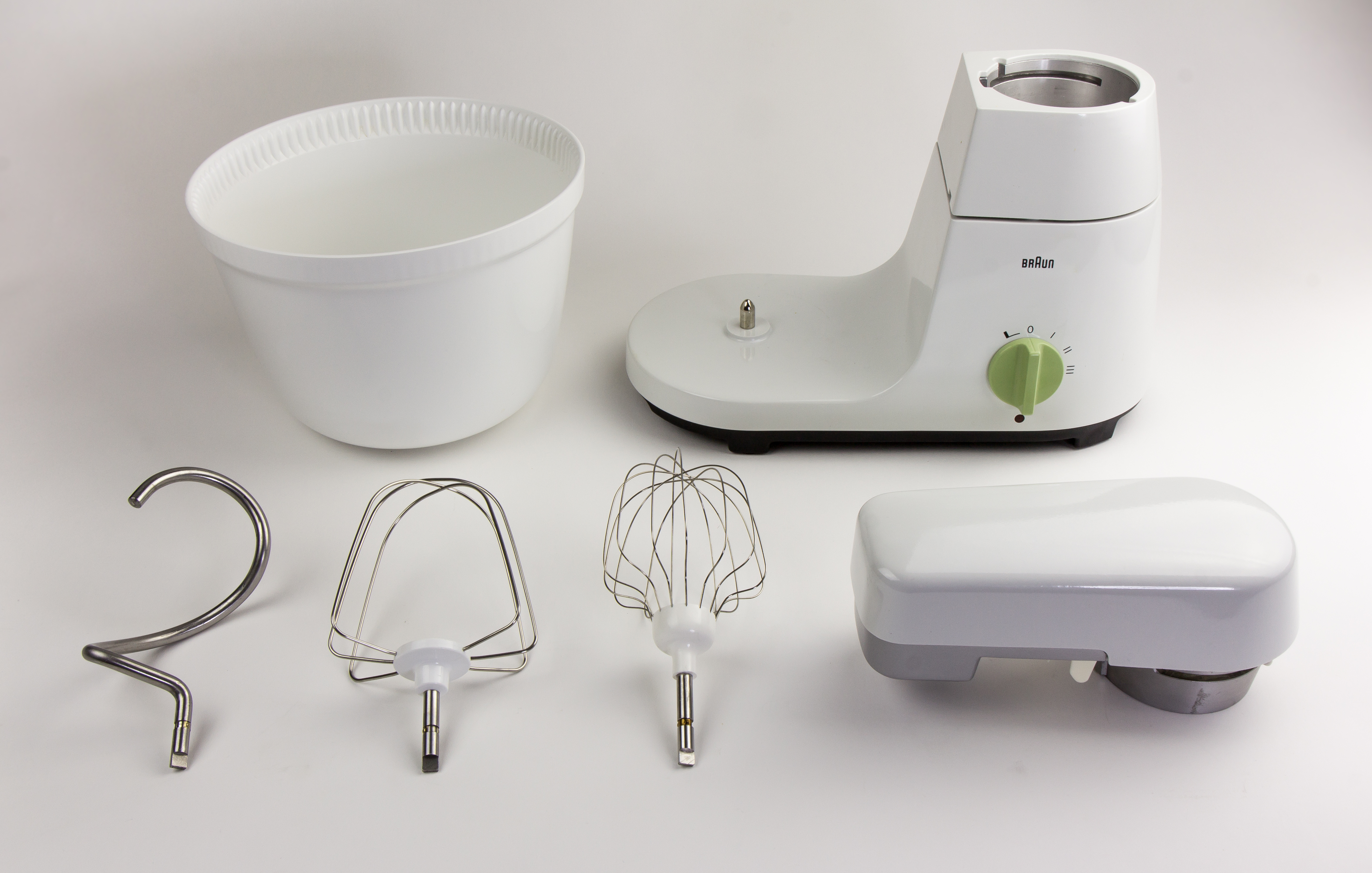
KM 32 mit einzelnen Komponenten für Rühreinheit

Der Getriebekopf, der mit einem Riegelknopf (KM 3) bzw. einem Spannhebel (KM 32) auf dem Motorsockel verriegelt wird, nimmt über die Antriebsbuchse(n) die Rührwerkzeuge (Knethaken, Quirl, Schneebesen) auf. Während des Betriebs arbeitet das Rührwerk dann planetenförmig, in gegenläufiger Drehrichtung zur Schüssel.
Der Motor, der eine erhebliche Lautstärke entwickelt, ist mit dem farbigen Knebelschalter nach rechts in drei einrastenden Leistungsstufen steuerbar; nach links kann ab Modell KM 32 in einer Momentschaltung kurz volle Leistung erzielt werden.

### Standmixer

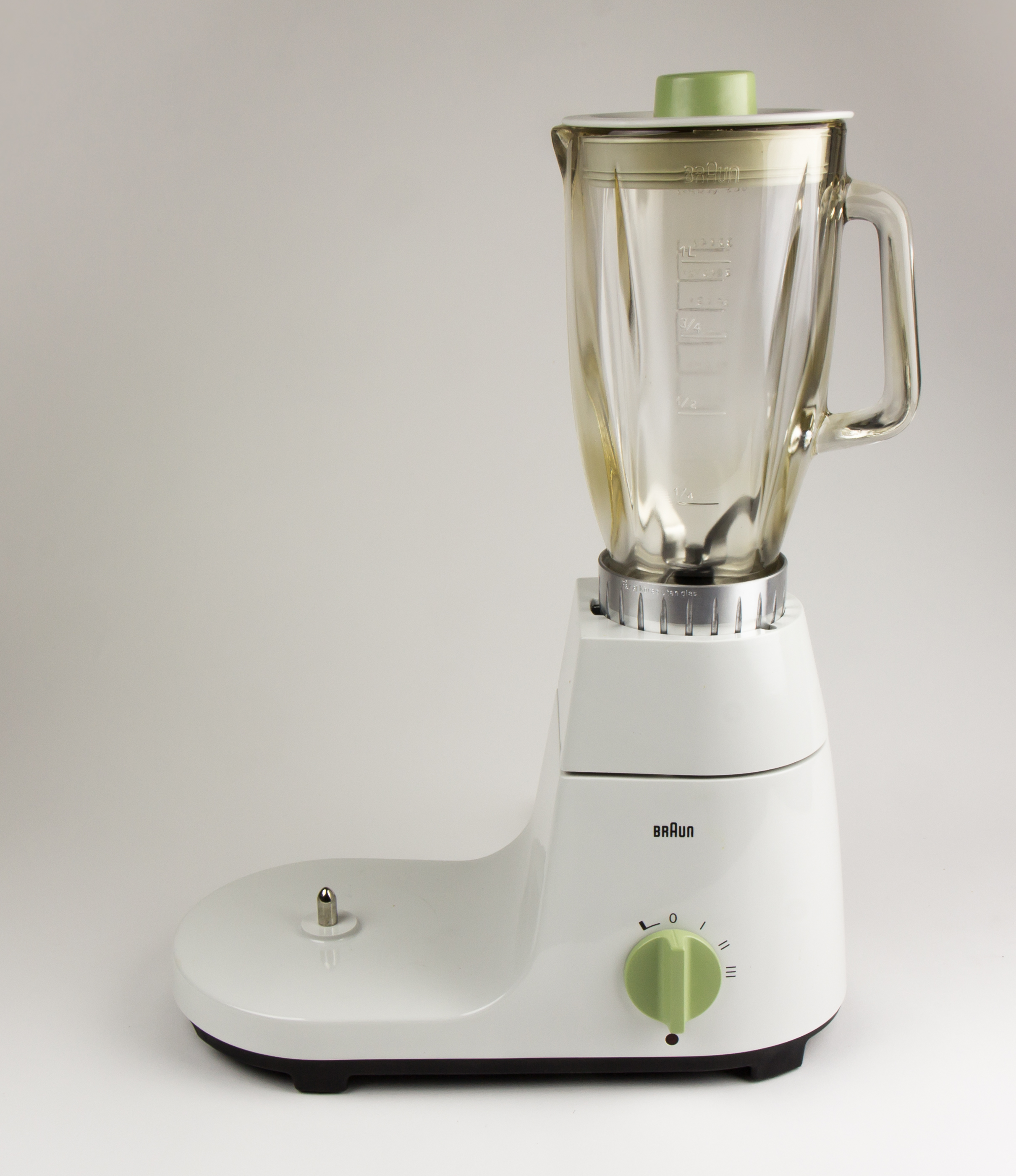
KM 32 mit Mixaufsatz KX 32

Statt des Getriebekopfes wird ein Standmixer mit konischem Fuß auf den Motorsockel gesetzt. Der Messereinsatz wird mit einem roten Dichtungsring auf den Metallfuß aufgesetzt und dieser dann mit dem Mixbecher aus temperaturfestem, dickwandigem Glas verschraubt. Der trichterförmige weiße Kunststoffdeckel des Mixerglases mit Maßeinteilung wird mit einem Stopfen aus farbigem Kunststoff verschlossen.

### Schnitzelwerk

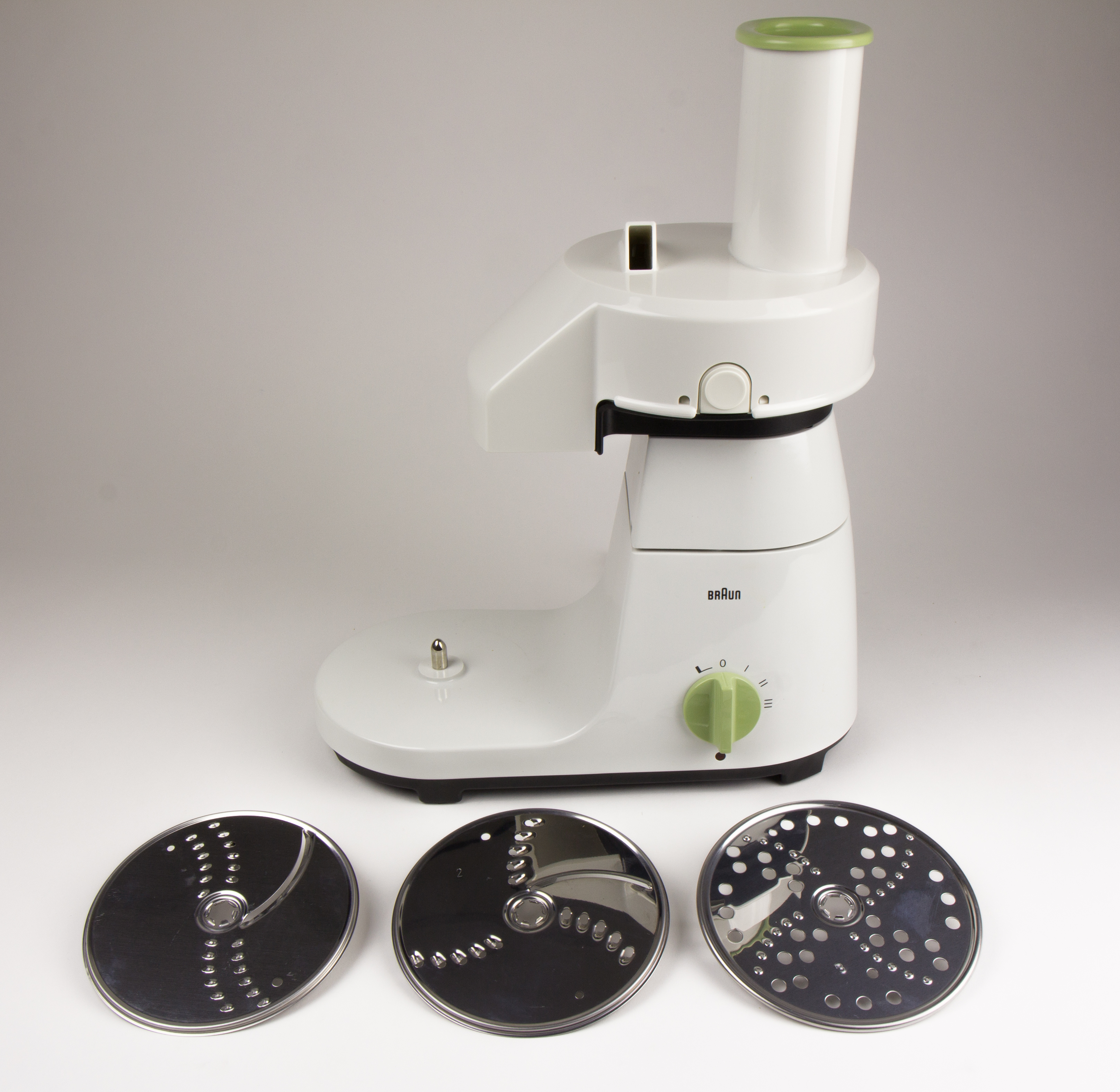
KM 32 mit Schnitzelwerk KS 33

Der zerlegbare Schnitzelwerk-Aufsatz zum Hobeln, Schneiden und Schnitzeln besteht aus dem Getriebeteil, der auf dem Motorsockel aufgesetzt wird, dazu mehreren Werkzeugscheiben oder Einsätzen (Schneideinsatz, Raffeleinsatz und Reibscheibe) sowie dem Deckel. Dieser hat oben eine oder – ab Schnitzelwerk 2 – zwei Öffnungen: einen großen Einfüllstutzen, bei dem das zu zerkleinernde Lebensmittel mit einem (farblich abgehobenen) Stopfen der Verarbeitung zugeführt wird, und einen kleinen Bohneneinfüllschacht.

## Technische Daten
Folgende Leistungsdaten werden in der Servicedokumentation von 1984 für die KM 32 genannt:
| Spannung/Frequenz          | 110 V/120 V, 40–50 Hz                                                                        |
| Leistung (ohne Last)       | Stufe 1: ca. 125 W + 10 % Stufe 2: ca. 130 W + 10 % Stufe 3/Momentschalter: ca. 205 W + 10 % |
| Primärdrehzahl (ohne Last) | Stufe 1: ca. 10700 min−1 Stufe 2: ca. 12500 min−1 Stufe 3/Momentschalter: 16000 min−1        |
| Überhitzungsschutz         | Thermoschalter/Sicherung                                                                     |
| Kabellänge                 | ca. 1,30 m                                                                                   |
| Betriebszeit               | Dauerbetrieb bei 400 W                                                                       |

Abhängig von Baureihe, Rührwerkzeug und Antriebsbuchsen werden unterschiedliche Leerlaufdrehzahlen am Rührarm erzielt:
|                        | A-Motor    | A-Motor    | B-Motor    | B-Motor    |
| ---------------------- | ---------- | ---------- | ---------- | ---------- |
|                        | Knetbuchse | Rührbuchse | Knetbuchse | Rührbuchse |
| Stufe 1                | 461        | 184        | 388        | 155        |
| Stufe 2                | 539        | 216        | 517        | 207        |
| Stufe 3/Momentschalter | 690        | 276        | 603        | 241        |

## Wirkungsgeschichte/Rezeption
Auf der Interbau 1957 erhielten verschiedene Musterwohnungen eine Ausstattung mit der KM 3 und anderen Braun-Geräten. Im gleichen Jahr wurden die acht ausgestellten Produkte der Braun GmbH auf der elften Triennale in Mailand mit dem Grand Prix ausgezeichnet, darunter die KM 3. Im deutschen Pavillon der Weltausstellung 1958 in Brüssel waren es insgesamt 16 verschiedene Braun-Geräte verschiedener Sparten – inklusive der Küchenmaschine –, die als „besonders hochwertiger Erzeugnisse industrieller und handwerklicher Produktion“ versammelt waren.
1958 zeigte das New Yorker Museum of Modern Art eine Ausstellung über herausragendes Design im 20. Jahrhundert, darunter die KM 3 und vier weitere Braun-Produkte, die danach in die Designdauerausstellung übernommen wurden. Heute gehört eine KM 32 unter der Inventarnummer 561.1964.a-e) zur Abteilung Architecture and Art des MoMa. Im Museums für Angewandte Kunst Köln gehört sie ebenfalls zum Inventar.
Laut den Autoren Polster und Meyer war die Braun KM 3 die Küchenmaschine, die den Begriff erst prägte und alle vorhergehenden Modelle „plump aussehen“ ließ. Für Sammler und Autor Hartmut Jatzke-Wigand setzt sie einen Gebrauchswertstandard, d. h. sie „definier[t] durch innovative Technologie und innovatives Design ihre […] Produktsparte.“ Für Jonathan M. Woodham, Direktor des Design History Research Centre an der Universität von Brighton, ist sie geradezu der „Inbegriff der geometrischen Klarheit, die man für viele weitere Jahre mit den Braun-Produkten assoziieren“ sollte.
Die KM 3 und KM 32 werden bis in die Gegenwart gebraucht gehandelt. Design- und Kunsthistoriker Klaus Klemp war 2015 überzeugt davon, dass die beinahe vier Jahrzehnte quasi unveränderte KM 3, mit aktueller Technik ausgestattet, sämtliche Wettbewerber in der Küche „monströs“ aussehen ließe. Dies sei umso bemerkenswerter, als gerade das Design technischer Geräte eine sehr kurze Halbwertszeit hätte.
Eine so genannte „Tribute Collection“ mit verschiedenen Geräten, die mit einigen Designelementen entfernt an die KM3/KM32 und andere Küchengeräte aus der Epoche erinnert, wurde 2014 von De’Longhi, dem aktuellen Braun-Markeninhaber für Küchengeräte und Haushaltskleingeräte, auf den Markt gebracht.